# Pajualuse
Pajualuse − wieś w Estonii, w prowincji Virumaa Wschodnia, w gminie Jõhvi.